# Конвой № 3219
Конвой № 3219 — японський конвой часів Другої світової війни, проведення якого відбувалось у грудні 1943 року.
Пунктом призначення конвою був атол Трук (Чуук) у центральній частині Каролінських островів, де ще до війни створили потужну базу японського ВМФ, з якої до лютого 1944 року провадились операції у цілому ряді архіпелагів. Вихідним пунктом став розташований у Токійській затоці порт Йокосука (саме звідси традиційно вирушала більшість конвоїв на Трук).
Конвой, який вийшов із порту 19 грудня 1943 року, складався лише з одного транспорту «Дайтен-Мару» під охороною кайбокана (фрегата) «Манджу». Пізніше ескорт тимчасово підсилили переобладнаним канонерським човном «Чоан-Мару № 2 Го» зі складу конвою № 4215 (Трук — Йокосука), який у певний момент ліг на зворотний курс.
Маршрут загону пролягав через кілька традиційних районів дій американських підводних човнів, які зазвичай патрулювали поблизу східного узбережжя Японського архіпелагу, біля островів Оґасавара, Маріанських островів і на підходах до Труку. Утім, проходження конвою № 3219 пройшло без особливих ускладнень, хоча 25 грудня «Манджу» атакував якусь субмарину та випустив по ній 14 снарядів, а після занурення — скинув 14 глибинних бомб.
29 грудня 1943 року конвою успішно прибув на Трук.